# 田母神智子
田母神 智子（たもがみ ともこ、1986年5月22日 - ）は、日本の女性ファッションモデル、コラムニスト。

## 略歴

### モデル
渋谷でスカウトされ、ファッション雑誌『Ranzuki』の専属モデルとして2004年から2008年まで活動した。その後、『ES POSHH!』に電撃移籍をし、初登場で表紙を飾る。ファッションモデルとして低身長であったが、個性的な着こなしにより読者に「親近感のあるモデル」という印象を与え、支持を得た。

### 音楽
2008年、西野カナの「Style.」のミュージックビデオに武居梨恵、増山藍と共に出演した。
2009年、西野カナによるシンディ・ローパーの「ガールズ・ジャスト・ワナ・ハヴ・ファン」のサンプリングカバーのコーラスに板橋瑠美、中井一恵、上田ミレイ、岩村綾乃と共に参加した。

### 作家
知人の書籍編集者の勧めで2009年12月22日、恋愛エッセイ『Is This Love?』を発表。女子達が集まり盛り上がる、恋愛・セックス・夜遊び・男性についての「ガールズトーク」を田母神独自の視点から描いたもので、全42話が収録されている。

## 人物
- 3人姉妹の長女である[6]。
- 2019年に結婚。2021年9月26日に第1子女児[7]、2024年9月12日に第2子女児を出産した[8]。

## 書籍
- Is This Love?（ミリオン出版、2009年12月22日）
- 女子モンダイ（アスペクト、2012年3月13日）

## 執筆
- 週刊SPA!
- 日刊SPA!『たもちんのアタシのセックスを笑うな』
- CIRCUS MAX
- EDGE STYLE
- movement
- モデルプレス
- msn「ドニッチ！」

## 出演

### 雑誌
- Ranzuki（ぶんか社、2004年3月号 - 2008年6月号）専属モデル
- ES POSHH!（リイド社、2008年7月号 - 12月号）専属モデル

### 雑書籍
- 妄撮Blue（講談社）
- ノギャル・プロジェクト公式ハンドブック〜野菜とお米をつくって食べよう！〜

### ミュージックビデオ
- 西野カナ「Style.」（2008年）

### 音楽作品
参加作品
- 西野カナ「ガールズ・ジャスト・ワナ・ハヴ・ファン」（2009年）
シングル『遠くても』に収録。

### DVD
参加作品
- GRP Presents BEAUTY BiBLE（イーネットフロンティア、2008年5月）